# Cheomsongdae
Cheomseongdae é um observatório astronômico, o mais antigo na Ásia Oriental, localizado em Gyeongju, na Coreia do Sul. Cheomseongdae significa olhar para as estrelas em coreano. Ao mesmo tempo, é considerado uma das instalações científicas mais antiga da Terra. Ele remonta ao século VII durante o tempo do Reino Silla, que tinha sua capital em Gyeongju. Cheomseongdae foi designada como o 31º Tesouro Nacional do país em 20 de dezembro de 1962.

## Descrição
A torre é de 5,7 metros de largura na base e 9,4 metros de altura, é preenchido com terra, até o nível da janela. Seu estilo arquitetônico é similar ao usado no Templo Bunhwangsa em Gyeongju.

## Imagens adicionais

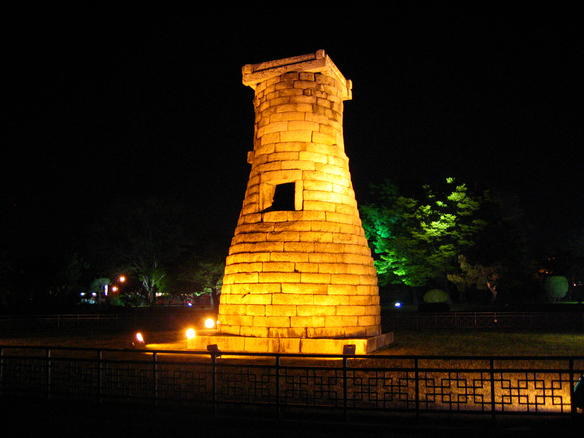
Observatório Cheomseongdae à noite.
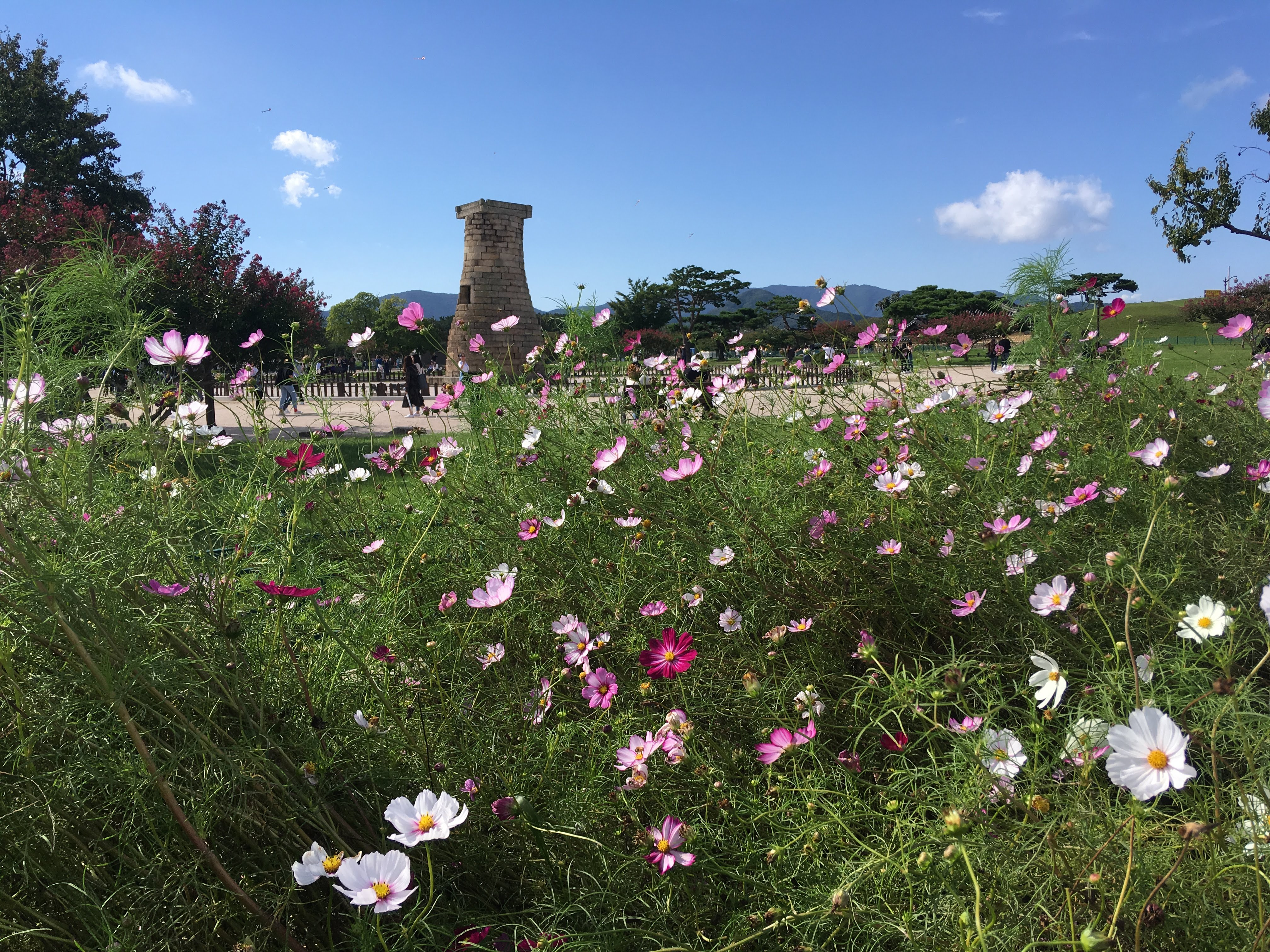
Cheomseongdae atrás de flores em Gyeongju.
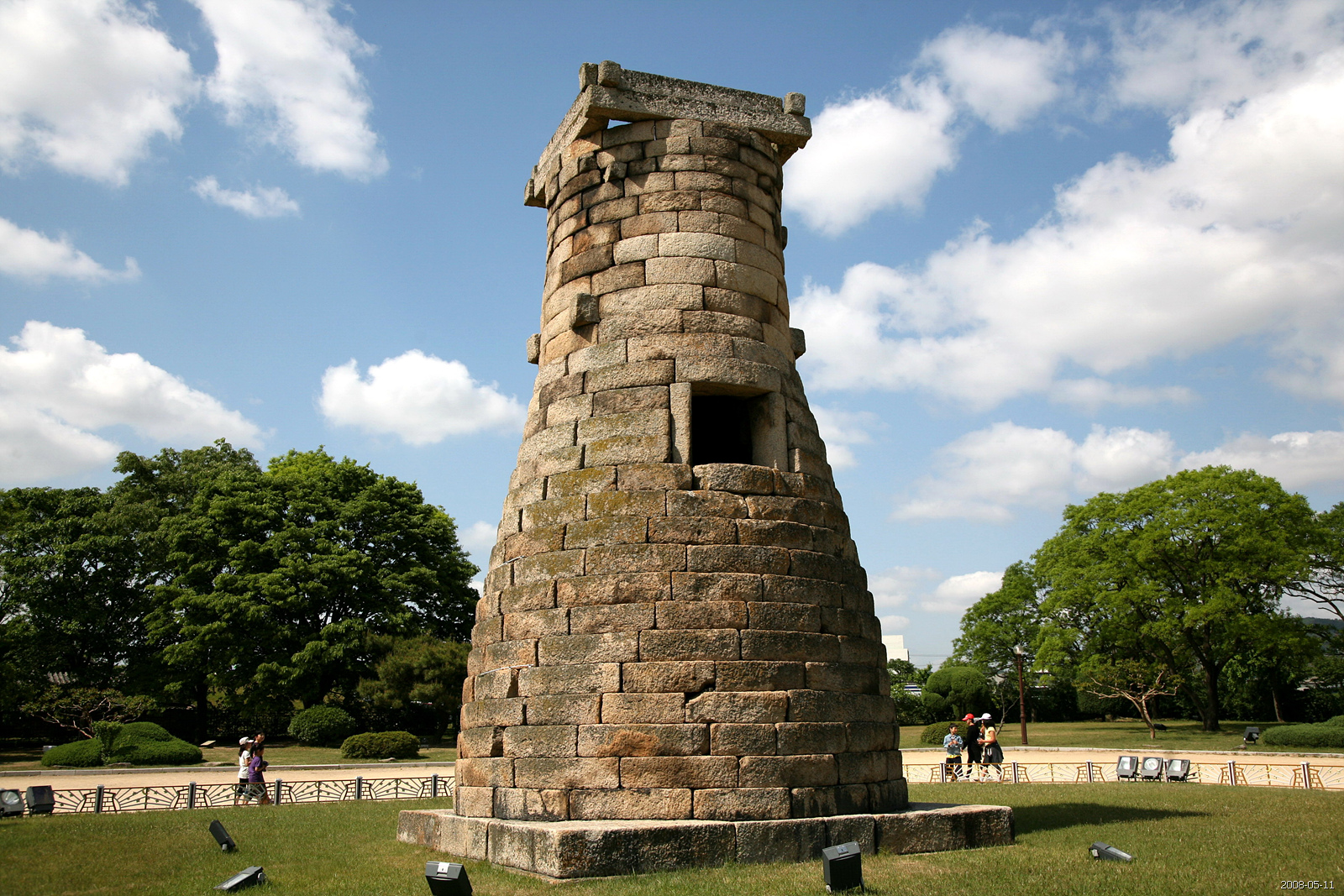
Uma vista de Cheomseongdae.